# Nederländerna i olympiska sommarspelen 1976
Nederländerna deltog i de olympiska sommarspelen 1976 med en trupp bestående av 108 deltagare, 72 män och 36 kvinnor, vilka deltog i 58 tävlingar i elva sporter. Landet slutade på 29:e plats i medaljligan, med fem medaljer totalt.

## Medaljer
| Medalj | Namn                                     | Sport      | Gren                  |
| ------ | ---------------------------------------- | ---------- | --------------------- |
| 2      | Herman Ponsteen                          | Cykling    | Herrarnas förföljelse |
| 2      | Eric Swinkels                            | Skytte     | Skeet                 |
| 3      | Enith Brigitha                           | Simning    | Damernas 100 m frisim |
| 3      | Enith Brigitha                           | Simning    | Damernas 200 m frisim |
| 3      | Nederländernas herrlandslag i vattenpolo | Vattenpolo | Herrarnas turnering   |

## Cykling
Herrarnas linjelopp
- Arie Hassink — 4:49:01 (→ 25:e plats)
- Leo van Vliet — 4:49:01 (→ 40:e plats)
- Ad Tak — 5:00:19 (→ 50:e plats)
- Frits Schür — fullföljde inte (→ ingen placering)

Herrarnas lagtempo
- Arie Hassink
- Frits Pirard
- Adri van Houwelingen
- Fons van Katwijk

Herrarnas sprint
- Sjaak Pieters — 14:e plats

Herrarnas förföljelse
- Herman Ponsteen —  Silver

Herrarnas lagförföljelse
- Gerrit Möhlmann
- Peter Nieuwenhuis
- Herman Ponsteen
- Gerrie Slot

## Friidrott

### Damer
Fältgrenar
| Idrottare    | Gren      | Kval  | Kval      | Final            | Final            |
| Idrottare    | Gren      | Längd | Placering | Längd            | Placering        |
| ------------ | --------- | ----- | --------- | ---------------- | ---------------- |
| Ria Ahlers   | Höjdhopp  | 1.80  | 4 Q       | 1.84             | 12               |
| Ciska Jansen | Längdhopp | 6.10  | 18        | Gick inte vidare | Gick inte vidare |

### Herrar
Bana och väg
| Idrottare    | Gren         | Heat     | Heat      | Semifinal        | Semifinal        | Final            | Final            |
| Idrottare    | Gren         | Resultat | Placering | Resultat         | Placering        | Resultat         | Placering        |
| ------------ | ------------ | -------- | --------- | ---------------- | ---------------- | ---------------- | ---------------- |
| Evert Hoving | 800 m        | 1:48.99  | 6         | Gick inte vidare | Gick inte vidare | Gick inte vidare | Gick inte vidare |
| Evert Hoving | 1 500 m      | 3:45.00  | 5         | Gick inte vidare | Gick inte vidare | Gick inte vidare | Gick inte vidare |
| Jos Hermens  | 10 000 meter | 28:16.07 | 4 Q       | i.u.             | i.u.             | 28:25.04         | 10               |
| Jos Hermens  | Maraton      | i.u.     | i.u.      | i.u.             | i.u.             | 2:19:48.2        | 25               |

Kombinerade grenar – tiokamp
| Idrottare      | Gren     | 100 m | LJ   | SP    | HJ   | 400 m   | 110H | DT | PV | JT | 1500 m | Final | Placering |
| -------------- | -------- | ----- | ---- | ----- | ---- | ------- | ---- | -- | -- | -- | ------ | ----- | --------- |
| Eltjo Schutter | Resultat | 11.17 | 7.12 | 11.74 | 1.80 | 2:20.43 | -    | -  | -  | -  | -      | DNF   | AC        |
| Eltjo Schutter | Poäng    | 763   | 844  | 582   | 680  | 0       | -    | -  | -  | -  | -      | DNF   | AC        |

## Kanotsport
| Kanotist              | Gren                | Heat    | Heat      | Semifinal        | Semifinal        | Final            | Final            |
| Kanotist              | Gren                | Tid     | Placering | Tid              | Placering        | Tid              | Placering        |
| --------------------- | ------------------- | ------- | --------- | ---------------- | ---------------- | ---------------- | ---------------- |
| Arend Bloem Lo Jacobs | Herrarnas K2 500 m  | 1:44.88 | 3 Q       | 1:43.63          | 6                | Gick inte vidare | Gick inte vidare |
| Arend Bloem Lo Jacobs | Herrarnas K2 1000 m | 3:42.88 | 5         | Gick inte vidare | Gick inte vidare | Gick inte vidare | Gick inte vidare |

## Landhockey
Herrar
Laguppställning
Maarten Sikking
André Bolhuis
Tim Steens
Geert van Eijk
Theo Doyer
Coen Kranenberg
Rob Toft
Wouter Leefers
Hans Jorritsma
Hans Kruize
Jan Albers
Paul Litjens
Imbert Jebbink
Ron Steens
Bart Taminiau
Wouter Kan
Gruppspel
| Lag           | Poäng | Spelade | W | D | L | GF | GA | GD |
| ------------- | ----- | ------- | - | - | - | -- | -- | -- |
| Nederländerna | 10    | 5       | 5 | 0 | 0 | 11 | 3  | +8 |
| Australien    | 8     | 5       | 4 | 0 | 2 | 15 | 7  | +8 |
| Indien        | 6     | 5       | 3 | 0 | 3 | 13 | 10 | +3 |
| Malaysia      | 4     | 5       | 2 | 0 | 3 | 3  | 7  | -4 |
| Kanada        | 2     | 5       | 1 | 0 | 4 | 4  | 11 | −7 |
| Argentina     | 2     | 5       | 1 | 0 | 4 | 4  | 12 | −8 |

Semifinal
|  | 28 juli | Nya Zeeland     | 2–1   | Nederländerna             | Molson Stadium |  |
|  |         | Coen Kranenberg | (1–1) | Tony Ineson Arthur Borren |                |  |
|  |         |                 |       |                           |                |  |
|  |         |                 |       |                           |                |  |

Bronsmatch
|  | 30 juli | Nederländerna    | 2–3   | Pakistan                                 | Molson Stadium |  |
|  |         | Paul Litjens x 2 | (1–1) | Akhtar Rasool Hassan Manzoor Khan Haneef |                |  |
|  |         |                  |       |                                          |                |  |
|  |         |                  |       |                                          |                |  |

## Skytte
50 meter liggande gevär
- Willy Hillen
  - Första rundan - 97 poäng
  - Andra rundan - 97 poäng
  - Tredje rundan - 99 poäng
  - Fjärde rundan - 97 poäng
  - Femte rundan - 98 poäng
  - Sjätte rundan - 93 poäng
  - Totalt - 581 poäng (64:e plats)

Skeet
- Eric Swinkels
  - Totalt - 198 poäng (delad första plats)
  - Shoot-off - 49 poäng